# Сатер (Калифорнија)
Сатер (енгл. Sutter) насељено је место без административног статуса у америчкој савезној држави Калифорнија.

## Демографија
По попису из 2010. године број становника је 2.904, што је 19 (0,7%) становника више него 2000. године.
| Група             | 2000.         | 2010.         |
| Белци             | 2.316 (80,3%) | 2.308 (79,5%) |
| Афроамериканци    | 8 (0,3%)      | 16 (0,6%)     |
| Азијати           | 19 (0,7%)     | 30 (1,0%)     |
| Хиспаноамериканци | 358 (12,4%)   | 410 (14,1%)   |
| Укупно            | 2.885         | 2.904         |